# Ferdinand Boberg

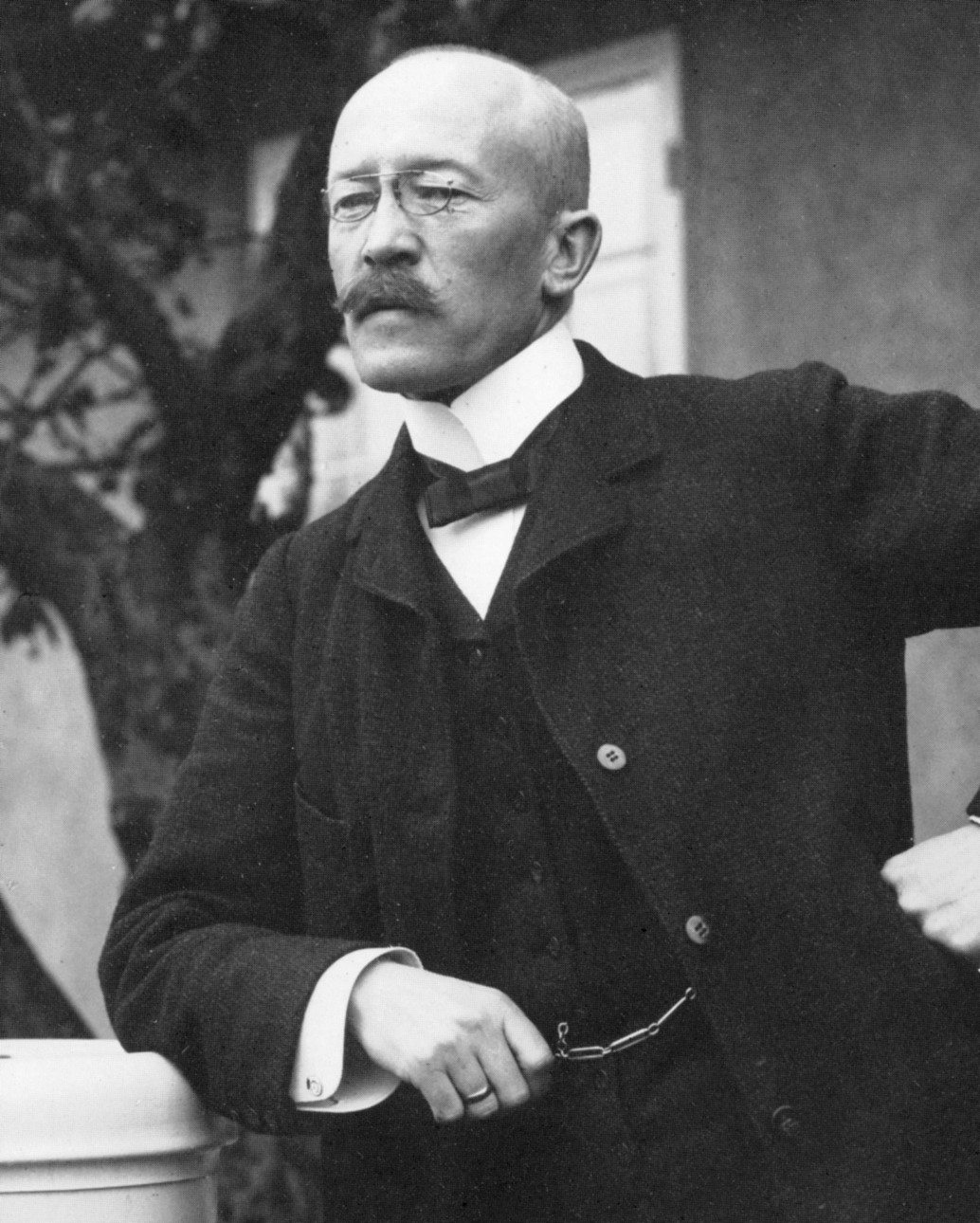
Ferdinand Boberg in 1903

Ferdinand Boberg (Falun, 18 april 1860 – Stockholm, 7 mei 1946) was een Zweeds architect en de man van Anna Boberg.

## Biografie
Ferdinand Boberg was een van de actiefste en meest prominente architecten van Stockholm begin 20e eeuw. Zijn bekendste werk was een elektriciteitscentrale bij Björns Trädgård in Stockholm, die was geïnspireerd op de architectuur uit het Midden-Oosten. Dit gebouw werd eind jaren 1990 omgebouwd tot een moskee. Boberg heeft tevens het Nordiska Kompaniet ontworpen, een groot warenhuis in Stockholm, en Rosenbad, dat tegenwoordig dient als kantoor van de minister-president van Zweden en als zetel van de regering van Zweden. Hij ontwierp eveneens een villa voor Ernest Thiel, wat het museum Thielska Galleriet werd.
Boberg werkte ook als ontwerper, in het bijzonder van meubels, keramiek (bijvoorbeeld voor de vervaardiging van Rörstrand) en glas (voor Kosta en Reijmyre).
- Bibsys: 90583383
- Bibliothèque nationale de France: cb124539638 (data)
- Gemeinsame Normdatei: 119112612
- International Standard Name Identifier: 0000 0000 6649 127X
- KulturNav: 56edfc14-5f3a-45db-85ac-f357347e8a37
- Library of Congress Control Number: n93034157
- Nationale Bibliotheek van Tsjechië: xx0219540
- Nationale Bibliotheek van Israël: 987007306434705171
- Nederlandse Thesaurus van Auteursnamen: 138771154
- RKD-Nederlands Instituut voor Kunstgeschiedenis: 252800
- LIBRIS: 246586
- SNAC: w6bm570x
- Système universitaire de documentation: 033698929
- Union List of Artist Names: 500015764
- Virtual International Authority File: 39473982
- WorldCat: E39PBJdGFCbyYWXCdyHk6kb68C